# Tanyproctus vedicus
Tanyproctus vedicus är en skalbaggsart som beskrevs av Kalashian 1999. Tanyproctus vedicus ingår i släktet Tanyproctus och familjen Melolonthidae. Inga underarter finns listade i Catalogue of Life.